# Wydział Neofilologii Uniwersytetu Wrocławskiego
Wydział Neofilologii Uniwersytetu Wrocławskiego – jeden z 12 wydziałów Uniwersytetu Wrocławskiego, powstał w 2024 roku, wyodrębniony ze struktur Wydziału Filologicznego.

## Historia
Wydział Neofilologii jest najmłodszym wydziałem Uniwersytetu Wrocławskiego, powstał 1 września 2024 roku z wyodrębnienia części struktur Wydziału Filologicznego UWr. Oprócz Wydziału Neofilologii powołano wówczas także Wydział Komunikacji Społecznej i Mediów Uniwersytetu Wrocławskiego.
Siedziba Wydziału Neofilologii znajduje się przy ul. św. Jadwigi 3/4 na Wyspie Piasek.

## Struktura organizacyjna

### Instytut Filologii Angielskiej
Dyrektor: prof. dr hab. Marek Kuźniak
- Zakład Językoznawstwa Angielskiego i Porównawczego
- Zakład Glottodydaktyki
- Zakład Literatury Angielskiej i Studiów Porównawczych
- Zakład Literatury i Kultury Amerykańskiej
- Zakład Translatoryki
- Pracownia Literatury oraz Kultury Dziecięcej i Młodzieżowej
- Pracownia Badań Płci Kulturowej
- Pracownia Fonetyki i Fonologii
- Pracownia Badań Eksperymentalnych nad Językiem
- Pracownia Badań nad Pisarstwem Autobiograficznym XX i XXI wieku
- Pracownia Studiów Postkolonialnych
- Pracownia Badań nad Ponglishem i Nowymi Odmianami Języków

### Instytut Filologii Romańskiej
Dyrektor: prof. dr hab. Beata Baczyńska
- Zakład Iberystyki
- Zakład Językoznawstwa Francuskiego
- Zakład Italianistyki
- Zakład Literatury i Kultury Francuskiej
- Zakład Translatologii
- Pracownia Dydaktyki Języka Francuskiego
- Pracownia Dydaktyki Języków Hiszpańskiego i Portugalskiego

### Instytut Filologii Słowiańskiej
Dyrektor: dr hab. Jarosław Malicki
- Zakład Bohemistyki
- Zakład Kroatystyki i Serbistyki
- Zakład Ukrainistyki
- Zakład Praktycznej Nauki Języka Rosyjskiego
- Zakład Literatury i Kultury Rosyjskiej
- Zakład Języka Rosyjskiego
- Pracownia Interdyscyplinarnych Badań Przekładoznawczych
- Pracownia Interdyscyplinarnych Studiów Nad Posttotalitaryzmami
- Pracownia Macedonistyki

### Instytut Studiów Klasycznych, Śródziemnomorskich i Orientalnych
Dyrektor: dr Sławomir Torbus
- Zakład Filologii Greckiej
- Zakład Filologii Łacińskiej
- Zakład Filologii Nowołacińskiej
- Zakład Filologii Indyjskiej
- Zakład Neohellenistyki i Studiów Bliskowschodnich
- Zakład Studiów Włoskich
- Zakład Studiów Chińskich
- Pracownia Starożytnego Bliskiego Wschodu i Tradycji Biblijnej
- Pracownia Języka i Kultury Arabskiej
- Pracownia Badań nad Tradycją Oralną

### Katedra Filologii Niderlandzkiej im. Erazma z Rotterdamu
Kierownik: dr hab. Irena Barbara Kalla
- Zakład Dawnej Literatury Niderlandzkiej
- Zakład Języka Niderlandzkiego
- Zakład Językoznawstwa Niderlandzkiego
- Zakład Współczesnej Literatury Niderlandzkiej i Afrikaans
- Pracownia Glottodydaktyki
- Pracownia Translatoryki i Języków Fachowych
- Pracownia Studiów Kulturowych

### Katedra Judaistyki im. Tadeusza Taubego
Kierownik: dr Wojciech Tworek

## Władze
Kadencja 2024–2028:
- Dziekan: dr hab. Justyna Ziarkowska, prof. UWr
- Prodziekan ds. innowacji, rozwoju i współpracy międzynarodowej: dr hab. Katarzyna Biernacka-Licznar, prof. UWr
- Prodziekan ds. badań i ewaluacji działalności naukowej: dr hab. Wojciech Drąg, prof. UWr
- Prodziekan ds. jakości kształcenia i dydaktyki stacjonarnej: dr hab. Natalia Paprocka, prof. UWr
- Prodziekan ds. studenckich i dydaktyki niestacjonarnej: dr hab. Mateusz Świetlicki, prof. UWr